# Robert Salen
Pour les articles homonymes, voir Salen.
Robert Salen, né le 6 décembre 1935 à Saint-Étienne (Loire) et mort le 2 décembre 2012 à Veauche (Loire), est un footballeur français. 

## Biographie
Robert Salen est issu d'une famille d'ouvriers de six enfants d'un père djiboutien, il est le frère aîné de Paul Salen, homme politique. Avant de devenir footballeur, il exerçait la profession de comptable chez son oncle.
Il joua au club de l'Étoile Sportive de Veauche, puis commença sa carrière professionnelle au RC Vichy où il resta un an, ce milieu de terrain percutant continua sa carrière à l'Olympique lyonnais avant de porter les couleurs de l’ASSE durant trois saisons entre 1963 et 1966. Sous le maillot vert, il a écrit la plus belle ligne de son palmarès en étant champion de France en 1964. Il a inscrit 10 buts avec l'ASSE . Il fut notamment l’un des buteurs stéphanois lors de la victoire face à l’Olympique lyonnais le 25 octobre 1964 (6- 0). Il termina sa carrière à l'AS Béziers.
Il meurt à Veauche le 2 décembre 2012 à l'âge de 76 ans. Une minute de silence a lieu en son hommage au stade Geoffroy-Guichard lors du derby ASSE-OL du 9 décembre 2012.

## Palmarès
- AS Saint-Étienne
  - Championnat de France
    - 1964 : Vainqueur